# Rhyacia lucipeta
Rhyacia lucipeta, selten auch Große Bodeneule, Glänzende Erdeule oder Erdhalden-Bodeneule genannt, ist ein Schmetterling (Nachtfalter) aus der Familie der Eulenfalter (Noctuidae). Die Art ist in Deutschland selten und gilt als gefährdet.

## Merkmale
Die Flügelspannweite der Falter beträgt 51 bis 57 Millimetern. Die Grundfärbung der Vorderflügeloberseite variiert von gelbbraun über sandfarben bis zu grüngrau und blaugrau. Ring- und Nierenmakel sind deutlich gezeichnet und gelblich umrandet. Deutlich hervorgehoben ist die stark gezackte, doppelt gezeichnete, gelbe äußere Querlinie. Die gelbe Zeichnung der frischen Falter verblasst jedoch meist während der mehrmonatigen Flugzeit. Die Oberseiten der Hinterflügel haben eine gelbgraue bis graubraune Farbe.
Die nachtaktiven Raupen sind unscheinbar graubraun gefärbt. Die Rückenlinie ist undeutlich, etwas heller oder auch etwas dunkler als die Grundfarbe. Die gelblichen Seitenstreifen sind verwaschen. Auffällig sind lediglich die schwarzen Stigmen. Auf jedem Segment sitzen vier schwarze, kleine Warzen. Der gelbbraune Kopf ist etwas nach vorne abgeflacht und zeichnungslos.
Die sehr schlanke Puppe ist rotbraun. Der Kremaster ist stumpf kegelförmig und mit zwei spitzen Dornen besetzt.

### Ähnliche Arten
Aufgrund der großen Flügelspannweite der Falter (von 51 bis 57 Millimetern) ist die Art sehr auffällig. Sie ist damit etwa so groß wie beispielsweise die Hausmutter (Noctua pronuba). Von der ähnlich gezeichneten, aber weniger gelb getönten Rhyacia helvetina unterscheidet sich lucipeta auch durch die bedeutendere Größe.

## Geographische Verbreitung und Lebensraum
Die Art kommt in Süd- und Mitteleuropa allerdings mit großen Lücken vor. Auf der Iberischen Halbinsel kommt sie nur in Nordspanien und völlig isoliert in der Sierra nevada vor. Sie fehlt auch in weiten Teilen Westfrankreichs und den Britischen Inseln sowie auf den meisten Mittelmeerinseln. Im Süden erreicht das Verbreitungsgebiet Nordwestafrika (Marokko und Algerien), im Norden die Niederlande. Ein Nachweis in Südengland dürfte auf einen Wanderfalter zurückgehen. Eine Fundmeldung auf den Kanarischen Inseln wurde ebenfalls berichtigt. Von dort zieht sich die Nordgrenze der Verbreitung durch die nördlichen deutschen Mittelgebirge über Südpolen, die südliche Ukraine bis zur Krim und dem Kaukasusgebiet. Im Südosten erstreckt sich das Verbreitungsgebiet von der Balkanhalbinsel durch die Türkei bis in den Irak. In den Alpen steigt sie bis auf 2000 Meter Höhe, in anderen, weiter südlich gelegenen Gebirgen bis auf 2800 Meter. Hauptlebensraum sind warme Hänge, Steppenheiden, Steinbrüche und Schutthalden. Im Süden des Verbreitungsgebietes ist es eine ausschließlich montane Art, die nur in den höheren Teilen der Gebirge mit spärlicher Vegetation vorkommt. Aufgrund eines ausgeprägten Dispersionsflugverhaltens können die Falter jedoch auch in entfernten und untypischen Lebensräumen angetroffen werden.

## Lebensweise
Rhyacia lucipeta bildet eine Generation pro Jahr, die Falter fliegen von Juni bis Anfang Oktober. Sie sind nachtaktiv und kommen eher selten an künstliche Lichtquellen sowie auch eher seltener an den Köder. Während der heißesten Monate verharren sie in einer Sommerruhe. Sie werden daher hauptsächlich im August in September beobachtet. Die Raupen ernähren sich von einer Vielzahl niedriger Pflanzen, beispielsweise von Hornkräutern (Cerastium), Breitblättrigem Thymian (Thymus pulegioides), Huflattich (Tussilago farfara), Rundblättriger Glockenblume (Campanula rotundifolia) und anderen. Die Raupen sind nachtaktiv und verstecken sich am Tage im lockeren Erdreich. Die Raupen überwintern und verpuppen sich im Mai des folgenden Jahres bis 10 cm tief im Erdreich vergraben.

## Gefährdung
Rhyacia lucipeta kommt in Deutschland in unterschiedlicher Häufigkeit vor, ist aber meist selten. Sie wird auf der Roten Liste gefährdeter Arten in Kategorie 2 (stark gefährdet) eingestuft.

## Taxonomie
Sehr dunkle Exemplare aus der Türkei repräsentieren wahrscheinlich eine neue Unterart.